# Torborg Kjellander
Torborg Tekla Eugenia Kjellander, född 14 november 1886 i Norrköping, död 22 september 1965 i Täby, var en svensk operettsångare. 

## Biografi
Kjellander bedrev sångstudier för operasångaren Carl Lejdström, doktor Gillis Bratt och Agnes Ekholm. Hon scendebuterade 1909 som Obeliska i Trollkarlen vid Nilen på Operett-teatern i Stockholm, där hon var engagerad frtam till 1910. Därefter uppträdde hon somrarna 1910 och 1911 vid Brunnshusteatern i Helsingfors i roller som Suzuki i Madama Butterfly; Czipra i Zigenarbaronen; O Mimosa San i Geishan och Angèle i Greven av Luxemburg. Åren 1913–1925 hade hon tillfälliga engagemang vid Oscarsteatern, exempelvis som Grevinnan Fuchs i Kejsarinnan Maria Teresia och Katischa i Mikadon.
Hon framträdde även som konsertsolist och har bl.a. sjungit Orfeus i Glucks Orfeus och Eurydike. Kjellander framträdde ofta som solist i radio och var även medlem av Radiokören 1930–1951 samt Tyska Kyrkans kör 1910–1950, där hon 1940 tilldelades Patriotiska Sällskapets medalj. Kjellander var en ofta anlitad begravningssångare. Hon hade en varm och djup stämma. Hennes sång präglades alltid av stark inlevelse och äkthet. Av 'de gamla', som hon i välgörenhetssammanhang ofta gladde med sin sång, fick hon det kännetecknande binamnet 'Fru Sol'.
Hon gifte sig 1909 med operettsångaren Christian Schröder. De sista åren i sitt liv bodde hon på Teaterförbundets ålderdomshem Höstsol. Hon är begravd på Norra begravningsplatsen.

## Teater

### Roller (ej komplett)
| År   | Roll     | Produktion                                | Regi           | Teater            |
| ---- | -------- | ----------------------------------------- | -------------- | ----------------- |
| 1913 | Katischa | Mikadon W.S. Gilbert och Arthur Sullivan  | August Bodén   | Oscarsteatern     |
| 1926 |          | Det hemliga giftermålet Domenico Cimarosa | Sven Lindström | Konserthusteatern |